# GIFT (Mr.Children의 노래)
〈GIFT〉(기프트)는 Mr.Children의 32번째 싱글이다. 2008년 7월 30일에 토이즈팩토리에서 발매했다.

## 개요
- 전작 〈[[다비다치노 우타|旅立ちの唄]]〉와 같이, 9개월 만에 발매하는 싱글이다. 3개월 연속 발매의 제1탄이다.
- 오리콘 차트에서는 첫 주 1위를 획득해, 5번째 싱글 〈innocent world〉부터 15년 연속, 28작품 연속 1위를 차지했다. 그러나 첫 주 판매량은 〈I'LL BE〉이후, 약 9년 3개월 만에 처음으로 20만 장을 밑돌았다.

## 수록곡
1. GIFT
NHK 2008년 하계 올림픽, 2008년 하계 패럴림픽 방송 주제가이다. PV는 단게 고키가 담당했다. PV가 끝날 무렵에 등장하는 무지개는 CG가 아니라 계산해서 찍은 진짜 무지개이다.
2. 横断歩道を渡る人たち (횡단보도를 건너는 사람들)
사쿠라이가 실제 자주 건너는 횡단보도에서 본 풍경을 그 자리에서 적어두어 작사했다고 한다,
3. 風と星とメビウスの輪 (Single Version) (바람과 별과 뫼비우스의 띠)
보컬과 피아노만으로 연주되는 발라드이다. 사쿠라이는, 싱글 버전인 것을 강조하고 싶어서, 타이틀에 (Single Version)을 붙였다고 한다.

| 오리콘 주간 싱글차트 1위 2008년 8월 11일자  |                      |                                       |
| 이전                                        | Mr.Children 《GIFT》 | 다음                                  |
| Hey! Say! JUMP 《Your Seed / 冒険ライダー》 | Mr.Children 《GIFT》 | 사잔 오루 스타즈 《I AM YOUR SINGER》 |
|                                             |                      |                                       |
|                                             |                      |                                       |